# Mary e a Flor da Feiticeira
Mary to Majo no Hana (メアリと魔女の花, Meari to Majo no Hana), também conhecido nos países lusófonos como Mary e a Flor da Feiticeira, é um filme de anime japonês do gênero fantasia dirigido por Hiromasa Yonebayashi, que o co-roteirizou com Riko Sakaguchi, com base no romance The Little Broomstick de Mary Stewart. Estreou no Japão em 8 de julho de 2017. É o primeiro longa-metragem produzido pelo Studio Ponoc, que foi fundado por ex-membros do Studio Ghibli.

## Enredo
O filme conta a história de uma jovem chamada Mary, que descobre que tem o poder de se transformar numa bruxa, durante apenas uma noite.

## Elenco
Seiyu original
- Hana Sugisaki como Mary
- Ryunosuke Kamiki como Peter
- Yūki Amami como madama Mumble
- Fumiyo Kohinata como doutor Dee
- Hikari Mitsushima como bruxa dos cabelos ruivos
- Jiro Sato como Flanagan
- Kenichi Endō como Zebedee
- Eriko Watanabe como Banks
- Shinobu Otake como Charlotte

 Dublador(a) brasileiro(a)
- Bianca Alencar como Mary

 Dobrador(a) português(a)
- Renata Belo como Mary
- João Gouveia como Peter
- Raquel Ferreira como Madame Violeta (Mumblechooke)
- Bruno Ferreira como Doutor Dino (Dr. Dee)
- José Nobre como Firmino (Flanagan)
- Sofia Espírito Santo como Dona Berta (Banks)
- Mila Belo como Carlota (Charlotte)

## Receção
O filme arrecadou quatrocentos e vinte e oito milhões de ienes na bilheteira japonesa, sendo o segundo filme mais visto durante o seu fim de semana de abertura, o que representa um aumento significativo em relação ao filme de 2014 Omoide no Marnie. também realizado por Hiromasa Yonebayashi, que arrecadou trezentos e setenta e oito milhões de ienes no seu fim de semana de abertura.